# Tengo todo excepto a tí
"Tengo Todo Excepto a Tí" é uma canção escrita e produzida por Juan Carlos Calderón e intepretada pelo cantor mexicano Luis Miguel. Foi lançada como o primeiro single do álbum 20 Años e se tornou o quarto do cantor a ficar na primeira posição na Hot Latin Tracks, atrás de "Ahora Te Puedes Marchar", "La Incondicional" e "Fría Como el Viento".

## Informações
O álbum 20 Años representa a mudança de fase da carreira do cantor, de teen para adulta. "Tengo Todo Excepto a Tí" foi incluída no repertório da turnê 20 Años em 1990, e cinco anos depois, o cantor a interpretou em um medley junto com as canções "Yo Qué No Vivo Sin Tí", "Culpable o No", "Más Allá", "Fría Como el Viento", "Entrégate" e "La Incondicional" em um show no Auditorio Nacional no México. Esse show seria gravado para o álbum El Concierto. Em 2005, a canção foi incluída na coletânea Grandes Éxitos.

## Outras versões
"Tengo Todo Excepto a Tí" ganhou versões de vários outros artistas, incluindo Aramis Camilo, Carlos Cuevas, Los Flamers, Darvel García, Kika & Raúl, Komboloko e Giovanni Vivanco. A banda mexicana La Posta gravou uma versão dessa canção, que foi tema da novela de mesmo nome da Azteca. A canção também foi regravada pela cantora mexicana Edith Márquez foi incluída no álbum ¿Quién Te Cantará? La Música de Juan Carlos Calderón de 2003. O álbum foi um tributo a Juan Carlos Calderón.

## Formato e duração
- 7" single, airplay, CD single

1. "Tengo Todo Excepto a Tí" – 4:32

## Charts
| Chart (1990)    | Posição |
| --------------- | ------- |
| Hot Latin Songs | 1       |